# Palouse (ciutat)
Palouse és una ciutat al comtat de Whitman a l'Estat de Washington. Segons el cens del 2000 tenia 1.011 habitants.

## Història
William Ewing fou el primer colon d'ascendència europea instal·lat el 1869 a Palouse. El town fou fundat el 1875 per WP Breeding.
Palouse rep el nom de la regió de terres de conreu on es troba, i fou incorporada el 1888.
El town assolí rellevància nacional el 1974 quan l'escola de la ciutat va poder permetre que els seus alumnes produïssin, filmessin i emetessin els programes de televisió dels seus alumnes al Canal 9 del sistema de televisió per cable Palouse.
Palouse va adoptar una bandera el 27 d'agost de 2019, després d'una campanya iniciada per un resident local. La bandera consisteix en un camp verd amb un nus daurat i blau que representa la gent de la ciutat, el comerç i el riu Palouse .

## Demografia
Segons el cens del 2000 Palouse tenia 1.011 habitants, 432 habitatges, i 288 famílies. La densitat de població era de 364,8 habitants per km².
Dels 432 habitatges en un 31,5% hi vivien nens de menys de 18 anys, en un 53% hi vivien parelles casades, en un 10,9% dones solteres, i en un 33,3% no eren unitats familiars. En el 28,9% dels habitatges hi vivien persones soles el 10,9% de les quals corresponia a persones de 65 anys o més que vivien soles. El nombre mitjà de persones vivint en cada habitatge era de 2,34 i el nombre mitjà de persones que vivien en cada família era de 2,88.
Per edats la població es repartia de la següent manera: un 26,9% tenia menys de 18 anys, un 5,7% entre 18 i 24, un 30,4% entre 25 i 44, un 23,9% de 45 a 60 i un 13,1% 65 anys o més.
L'edat mediana era de 38 anys. Per cada 100 dones de 18 o més anys hi havia 93 homes.
La renda mediana per habitatge era de 34.583 $ i la renda mediana per família de 41.125 $. Els homes tenien una renda mediana de 30.804 $ mentre que les dones 25.515 $. La renda per capita de la població era de 15.754 $. Aproximadament el 8,6% de les famílies i el 9,5% de la població estaven per davall del llindar de pobresa.

## Poblacions properes
El següent diagrama mostra les poblacions més properes.